# عظيم أباد (جلغة)
عظیم أباد (بالفارسية: عظیم‌آباد) هي قرية تقع في إيران في قسم جلغة الريفي. يقدر عدد سكانها بـ 1,075 نسمة .